# Zuben
Zuben è una frazione del comune svizzero di Langrickenbach, nel Canton Turgovia (distretto di Kreuzlingen).

## Storia

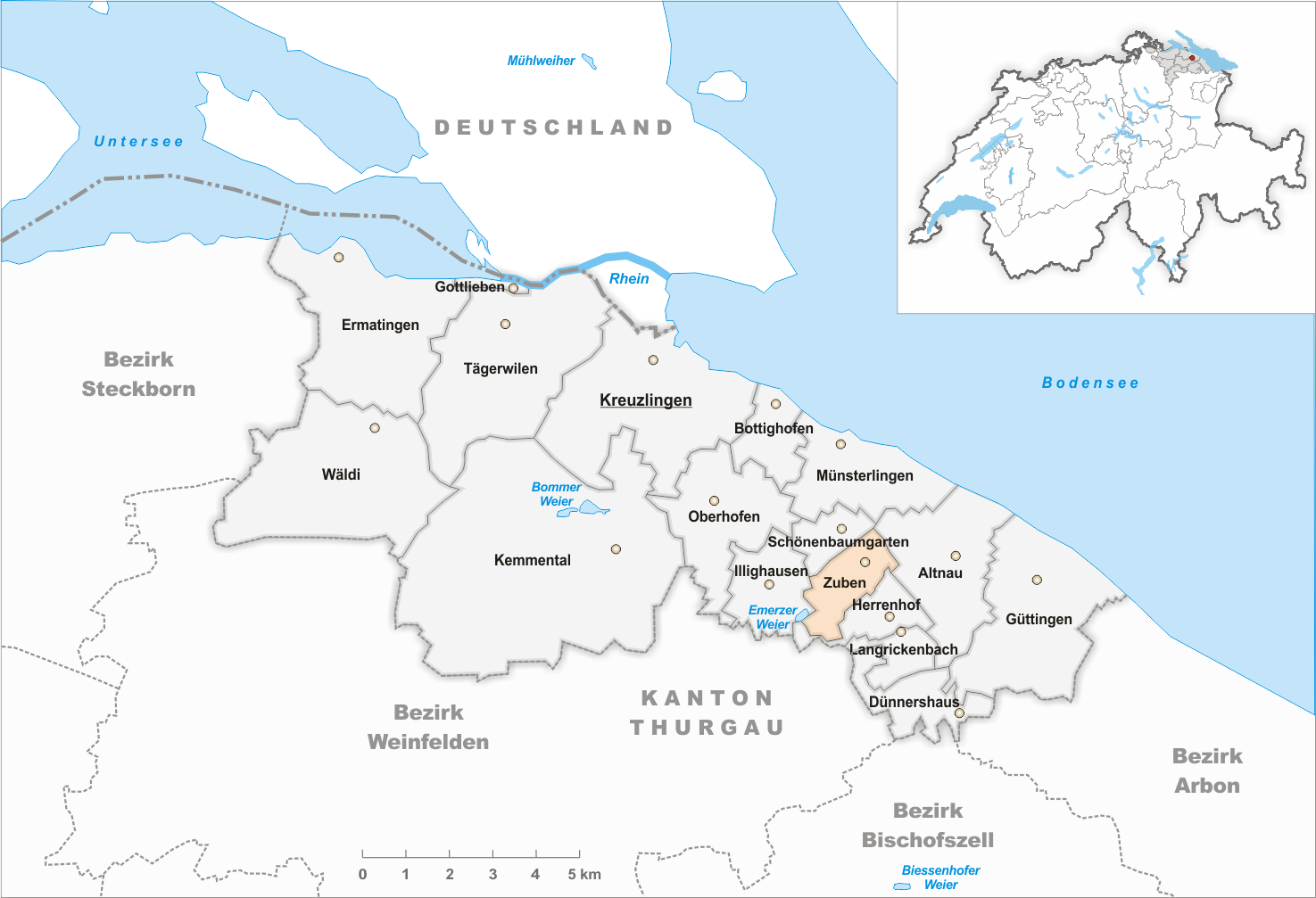
Il territorio del comune di Zuben prima degli accorpamenti comunali del 1998

Già comune autonomo (Ortsgemeinde), nel 1998 è stato aggregato al comune di Langrickenbach assieme agli altri comuni soppressi di Dünnershaus, Herrenhof e Schönenbaumgarten.

## Società

### Evoluzione demografica
L'evoluzione demografica è riportata nella seguente tabella:
Abitanti censiti

## Amministrazione
Ogni famiglia originaria del luogo fa parte del cosiddetto comune patriziale e ha la responsabilità della manutenzione di ogni bene ricadente all'interno dei confini della frazione.